# Parc d'Ilola
Le parc d'Ilola (finnois : Ilolanpuisto) est un parc du quartier de Kallio  à Helsinki en Finlande.

## Présentation
Le parc a une superficie de 1,9 hectare.
Le parc s'intègre parfaitement avec le parc de Tarja Halonen, ils font partie d'une zone verte qui s’étend de Töölönlahti à Linjat.